# 최사유
최사유(崔士柔, 1372년(공민왕 26)~1455년(단종 3))는 최윤문(崔潤文)의 아들이다. 자(字)는 휘지(徽之), 본관(本館)은 삭녕(朔寧)이다.

## 개요
1372년(공민왕 21) ~ 1455년(세조 1) 자(字)는 휘지(徽之), 최윤문(崔潤文)의 아들, 1399년(정종 1) 사마시(司馬試) 생원(生員) 진사(進士) 양시(兩試)에  모두 합격(合格)을 하고 1402년(태종 2) 식년문과(式年文科)에 병과(丙科) 5위(8/33)에 급제(及第)하고 홍문관(弘文館) 부수찬(副修撰)과 1409년 춘추관(春秋館) 기사관(記事官) 1414년 장흥고사(長興庫使)을 역임(歷任)하고, 1432년(세종 14) 사간원(司諫院) 헌납(獻納)에 이어 성균관(成均館) 사예(司藝) 보문각(寶文閣) 직제학(直提學)이 되었으며 수직(守職)으로 지승문원사(知承文院事) 통정대부(通政大夫)에 올랐다, 아들 문정공(文靖公) 최항(崔恒)의 공훈(功勳)으로 영원부원군(寧原府院君)에 봉(封) 해지고 영의정(領議政)에 추증(追贈) 되었다.

## 생애
1372년(공민왕 21) ~ 1455년(세조 1) 자(字)는 휘지(徽之), 최윤문(崔潤文)의 아들, 1399년(정종 1) 사마시(司馬試) 생원(生員) 진사(進士) 양시(兩試)에  모두 합격(合格)을 하고 1402년(태종 2) 式年文科(式年文科)에 병과(丙科) 5위(8/33)에 급제(及第)하고 용담연령(龍潭縣令), 의성현령(義城縣令), 홍문관(弘文館) 부수찬(副修撰)과 1409년 춘추관(春秋館) 기사관(記事官) 1414년 장흥고사(長興庫使)을 역임(歷任)하고, 1432년(세종 14) 사간원(司諫院) 좌헌납(左獻納)에 이어 성균관(成均館) 사예(司藝) 보문각(寶文閣) 직제학(直提學)이 되었으며 수직(守職)으로 지승문원사(知承文院事) 통정대부(通政大夫)에 올랐다, 좌익원종공신 2등(佐翼原從功臣 二等)에 책록(策錄)되였으며, 영원군(寧原君)에 봉(封)해지고 또한 기로소(耆老所)에 들어갔다. 문정공(文靖公) 최항(崔恒)의 공훈(功勳)으로 영원부원군(寧原府院君)에 봉(封) 해지고 영의정(領議政)에 추증(追贈) 되었다.

## 수상경력 상훈(受賞經歷 賞勳)
- 좌익원종공신 2등(佐翼原從功臣 二等)

## 봉호(封號)
- 영원부원군(寧原府院君)

## 가족관계(家族關係) 가계(家系)
- 曾祖父 : 친어모군낭장(親御侮軍郎將) 최선보(崔善甫)
- 曾祖母 :  의인(宜人) 온양조씨(溫陽趙氏)
- 祖父 :  증 병조판서(贈 兵曹判書) 최충(崔忠)
- 祖母 :  증 정부인 (贈 貞夫人) 영양남씨(英陽南氏)
- 父 : 증 의정부 우찬성 (贈 右贊成) 최윤문(崔潤文)
- 母 : 증 정경부인 (贈 貞敬夫人) 咸從魚氏 父 삼사좌윤(三司左尹) 백유(伯遊)
- 配 : 증 정경부인 (贈 貞敬夫人) 海州吳氏 父 판종부시사(判宗簿寺事) 혁충(奕忠)
  - 子 : 영성부원군(寧城府院君) 영의정(領議政) 문정공(文靖公) 태허정(太虛亭) 최항(崔恒)
  - 配 : 정경부인 (貞敬夫人) 達城徐氏 父 달천부원군(達川府院君) 미성(彌性) 外祖 文忠公 陽村 권근(權近)
    - 孫 : 예조참의(禮曹參議) 최영린(崔永潾)
    - 配 : 숙부인(淑夫人) 경주이씨(慶州李氏) 父 大護軍 이효림(李孝林) 左議政 靖順公 이성중(李誠中) 曾孫
    - 配 : 숙부인(淑夫人) 고령박씨(高靈朴氏) 父 監司 박건순(朴健順)
      - 曾孫 : 부사직(副司直) 최수영(崔秀英) 사직공파 파조(司直公派 派祖)
      - 配 : 숙인(淑人) 성주이씨(星州李氏) 父 府使 이숙생(李叔生)
        - 玄孫 : 증 집의(贈 執義) 최준철(崔濬哲)
        - 配 : 증 숙인(贈 淑人) 광산김씨(光山金氏) 父 牧使 김거(金琚), 左相國 김국광(金國光) 後孫
        - 玄孫 : 최준문(崔濬文)
        - 配 : 전의이씨(全義李氏) 父 生員 이한생(李翰生)

      - 曾孫 : 증 좌통례(贈 左通禮) 최수웅(崔秀雄) - 통례공파 파조(通禮公派 派祖)
      - 配 : 숙부인(淑夫人) 진주하씨(晉州河氏) 父 사직(司直) 하응(河應), 按廉使 하중룡(河仲龍) 玄孫
        - 玄孫 : 최준원(崔濬源)
        - 配 : 상주박씨(尙州朴氏) 父 군기시정(軍器寺正) 박기수(朴期壽)
        - 玄孫 : 최준옥(崔濬沃)
        - 配 : ?

      - 曾孫 : 부사정(副司正) 최수걸(崔秀傑) - 사정공파 파조(司正公派 派祖)
      - 配 : 의인(宜人) 장연노씨(長淵盧氏) 父 호군(護軍) 노수강(盧守壃)
        - 玄孫 : 참봉(參奉) 최준형(崔濬亨)
        - 配 : 전의이씨(全義李氏) 父 生員 이철수(李鐵壽), 監司 이신효(李愼孝) 曾孫
        - 玄孫 : 목사(牧使) 최준인(崔濬仁)
        - 配 : 숙인(淑人) 평산신씨(平山申氏) 父 參軍 신수례(申守禮), 大司成 贈 禮曹判書 신자승(申自繩) 曾孫

    - 孫 : 증 좌찬성(贈 左贊成) 최영호(崔永灝) - 찬성공파 파조(贊成公派 派祖)
    - 配 : 증 정경부인(贈 貞敬夫人) 경주정씨(慶州鄭氏) 부(父) 계림군(鷄林君) 정효상(鄭孝常)
      - 曾孫 : 이조판서(吏曹判書) 최수언(崔秀彦) - 判書公派派祖.
      - 配 : 정부인(貞夫人) 청송심씨(靑松沈氏) 부(父) 군수(郡守) 심빈(沈賓), 生 1女, 서(婿) 허정(許淨) 陽川人
      - 配: 정부인(貞夫人) 안동권씨(安東權氏) 生 男, 경립(卿立).
        - 玄孫: 최경립(崔卿立)
        - 配: 김해김씨(金海金氏) 부(父) 판서(判書) 묵(默), 生 男 응룡(應룡).

      - 曾孫 : 영천부원군(寧川府院君) 증 영의정(贈 領議政) 최수진(崔秀珍) - 경파(京派)
      - 配 : 정경부인(貞敬夫人) 창녕성씨(昌寧成氏) 판서(判書) 허백당 성현(虛白堂 成俔)의 3女, 無後
      - 配 : 정경부인(貞敬夫人) 전의이씨(全義李氏)는 이세신(李世臣) 女, 生 1男1女
        - 玄孫 : 영평부원군(寧平府院君) 영의정(領議政) 충정공(忠貞公) 청백리(淸白吏) 최흥원(崔興源)
        - 配 : 정경부인(貞敬夫人) 안동권씨(安東權氏) 부(父) 이참(吏參) 권응창(權應昌)